# Georges Ricard
Pour les articles homonymes, voir Ricard (homonymie).
Georges Armand Ricard, né le 20 mars 1906 à Sérignan dans l'Hérault et mort le 23 janvier 1981 à Sérignan, est un éminent ingénieur de l'industrie aéronautique française. Il fut engagé en tant que jeune ingénieur par la Société Anonyme des Ateliers d'Aviation Louis Breguet basée à Paris en janvier 1932. Il devint directeur de l'usine Breguet de Toulouse en 1944 puis ingénieur en chef et directeur d'études dès 1947. Dix ans plus tard, il fut nommé directeur technique toujours chez Breguet jusqu'en 1971, année de son départ à la retraite.
Il fut président du Comité de normalisation de l’aéronautique de 1963 à 1971

## Biographie
Son père Pierre et sa mère Hortense née Cèbe étaient boulangers à Sérignan ainsi que Raymond son frère et son épouse Madeleine. Leur commerce se situait rue de 14 juillet dans le cœur du village.. Georges se révéla travailleur. Après des études secondaires brillantes, il obtint son baccalauréat "lettres et sciences", passa une année préparatoire aux grandes écoles à Paris et entra à l'Ecole Nationale Supérieure de l'Aéronautique. Il en ressort diplômé en 1930. La même année, il épousait Renée Rose Ronceray.
Une fois sorti de l'Ecole et libéré de ses obligations militaires, il entra à la Société Anonyme des Ateliers d'Aviation Louis Breguet en 1932.
Pendant deux ans, en tant qu'ingénieur d'études, il participa à la conception de deux bombardiers: les 460 et 462. Son métier le passionnait, et sa franchise tranquille n'était pas sans surprendre: ce fut avec une candeur totale qu'il osa un jour contredire Louis Breguet lui-même, le "grand patron"! Mais celui-ci accepta l'objection, devinant, derrière l'imprudente remarque, une intelligence et une créativité hors du commun. Les études menées par le jeune diplômé permirent d'améliorer rendement et prix de revient. C'est ainsi que, nommé ingénieur chef du service des recherches et des projets, Georges Ricard participa de plus en plus activement à la création de nouveaux concepts d'avions. Il devint directeur de l'usine de Toulouse en 1944. Ses collaborateurs ont souvent évoqué son calme, son contrôle de lui-même à toute épreuve. Il n'élevait jamais la voix, sa rigueur intellectuelle et sa puissance créative lui permettait de s'imposer sans effort.

Il devint ingénieur en chef et directeur d'études en 1947. Puis,10 ans plus tard, il devint directeur technique. Il déploya, durant toutes ces années, une fantastique activité de créateur aéronautique. Il fut, de près ou de loin, à l'origine de tous les avions conçus durant cette période: avions d'attaque au sol, hydravions, avions de bombardement, de transports civils, moyens cargos, le Breguet Deux-Ponts, le Breguet cargo 941 à ailes soufflées et aussi l'Atlantic, le Jaguar et l'Alpha Jet. Sous son influence, la maison Breguet obtint de considérables succès..

## Distinctions
- Chevalier de la Légion d'Honneur 1952
- Médaille de l'Aéronautique 1959
- Médaille d'Argent de la Société d'Encouragement au Progrès 1959
- Médaille d'Honneur du Travail 1959 et 1967
- Médaille d'Or de l'Aéroclub de France 1965
- Officier de la Légion d'honneur 1967
- Médaille d'Or de la Société Académique "Arts-Sciences-Lettres" 1979

En 1964, l'Association des Journalistes Professionnels de l’Aéronautique et de l’Espace (AJPAE) lui décerne le Prix Icare.

## Hommage
Une rue de Sérignan porte son nom.

## Pour approfondir